# سبردان (شبخوسلات)
سبردان (بالفارسية: سپردان) هي قرية تقع في إيران في قسم شبخوسلات الريفي. يقدر عدد سكانها بـ 85 نسمة بحسب إحصاء 2016.